# Щирба Оксана Анатоліївна
Щирба Оксана Анатоліївна (31 липня 1989, Кременець, Тернопільська область, УРСР) — українська письменниця, теле- й радіоведуча, журналістка, громадська діячка, співзасновниця та Голова Правління ГО «Здоров'я жіночих грудей», член Національної спілки журналістів України, член Національна спілка письменників України.

## Освіта
Закінчила Кременецьку ЗОШ I—III ступенів № 4. Згодом закінчила Українську академію друкарства (Львів) за спеціальністю «Видавнича справа і редагування» (напрям — журналістика). 2013 року закінчила курси телерадіоведучих та журналістів (спеціальність — журналіст, диктор-ведучий телерадіопрограм) — Укртелерадіопресінститут.

## Кар'єра
Зі шкільних років публікувала публіцистичні статті у районній газеті «Кременецький вісник», згодом стала постійною дописувачкою рубрики «Калина» тернопільської газети «Вільне життя». Відвідувала місцеві літературні та театральні гуртки.
Під час навчання у Львові започаткувала літературно-мистецький проєкт «ФРАМ» (2009—2011), метою якого було відкрити нові імена в літературі та допомогти невідомим авторам заявити про себе та свою творчість. У студентські роки працювала журналісткою у газеті «Поліграфіст» (Львів, 2009—2011 рр.).
У 2011 році переїжджає жити до Києва. Тут працює літературним редактором в низці друкованих видань та видавництв (журнал «Мамине сонечко», видавничий дім «АДЕФ-Україна», видавництво «Ярославів Вал»).
З 2012 по 2013 рр. — редактор сайтів напряму «Освіта» у видавничому домі МЦФЕР.
З 2012 року по 2023 рік працювала ведучою радіостанції «Голос Києва» Українського радіо, співпрацювала з іншими ЗМІ. Очолювала пресслужбу адвокатського об'єднання «Київська обласна колегія адвокатів».
З серпня 2015 по березень 2016 року — кореспондент спеціальної редакції інформаційного мовлення телеканалу «Київ».
У 2016 році — ведуча програм інтернет-каналу «Перший антикорупційний».
2013—2016 рр. — викладач КК Університету сучасних знань.
З квітня 2016 року по квітень 2018 року — ведуча програм, керівник проєктів та сценарист «Чорноморської ТРК».
У 2019 році обіймає посаду завідувача сектору зв'язків з громадськістю Департаменту транспортної інфраструктури в.о. КМР (КМДА).
2019—2020 рр. — очолює пресслужбу Інспекції з паркування.
У 2020 році обіймає посаду радника директора з питань комунікації Департаменту промисловості та розвитку підприємництва КМДА.
У 2020 році разом з Павлом Денищуком та Оксаною Денищук заснувала ГО «Здоров'я жіночих грудей» з метою профілактики захворювань молочної залози.
З жовтня 2020 року по грудень 2021 року — заступник керівника пресслужби Українського державного центру радіочастот.
Після повномасштабного вторгнення Росії в Україну працювала ведучою української редакції «Польського радіо» у Варшаві.
З липня 2023 року — журналіст у онлайн-виданні для українців у Польщі «Sestry».
З 18 січня 2021 року — член Національної спілки журналістів України.
З 19 жовтня 2021 року — член Національної спілки письменників України.
З травня 2024 року членкиня редакційної ради художньо-аналітичного альманаху «Кременецький культурний контекст».

## Творчість
- У вересні 2017 року вийшла збірка оповідань, новел та повістей «Стежка в долонях». Перший наклад книги миттєво розійшовся, і у 2018 році світ побачив додатковий, оновлений наклад книжки. «Стежка в долонях» увійшла до списку українських бестселерів 2017 року.

- У квітні 2018 року стала переможницею премії «Літературні відкриття року-2017» за книжку «Стежка в долонях».

- Починаючи з 2017 року, активно подорожує різними містами України в рамках Всеукраїнського туру з презентацією книжки та з метою популяризувати читання української літератури.

- У грудні 2018 року вийшов у світ гостросюжетний соціально-психологічний роман «Ілюзії великого міста», в якому письменниця відверто говорить про проблеми людей з інвалідністю і намагається привернути увагу влади та суспільства до питання подолання психологічних та фізичних бар'єрів у суспільстві. Це книжка про успіхи й невдачі, перемоги та зради, бідних і багатих, злодюг та меценатів. Як про два боки одного міста, так і однієї людини.

- У 2019 році у співавторстві з Павлом Денищуком та іншими письменниками та відомими фахівцями з різних сфер виходить видання «Жіночі груди: пристрасть та біль».

- У 2021 році вийшла книжка «Падаючи вгору». Це історія про непростий шлях професійного та особистісного становлення в умовах сучасного світу. На місці головної героїні можна уявити багатьох молодих українців, які, попри всі труднощі, прагнуть самотужки побудувати кар'єру і при цьому — не втратити себе, стосунки з близькими людьми й відчуття справжнього.
- 29 вересня 2021 року стала лауреаткою Всеукраїнської премії «Літературний Парнас» за визначний внесок у літературу, книговидання і культуру читання.
- У 2022 році у співавторстві з Олександром Ільїним видала тритомник «УКРАЇНА. 30 РОКІВ НЕЗАЛЕЖНОСТІ» — унікальна книга в трьох томах про події, що відбулися в Україні з 1991 по 2021 рік. Видання присвячене тридцятиріччю Незалежності України. Кожна глава — розповідь про один рік життя країни. У книзі йдеться про політичні, економічні, соціальні, військові, культурні, освітні та інші умови, в яких перебувала країна в той чи інший рік.
- У 2022 році видала книгу «Київ 30. Документальна хроніка періоду незалежності». Це книга про події, що відбулися в Києві у проміжок часу з 1991 по 2021 рік. Видання присвячене 30-річчю незалежності України.

## Хобі
Подорожі, велоспорт, живопис.

## Інтерв'ю
- Оксана Щирба,: Що сьогодні читають українці? [Архівовано 16 лютого 2022 у Wayback Machine.]
- «Читати — значить мислити». Гостя студії — Оксана Щирба, журналістка, письменниця, громадський діяч. [Архівовано 16 лютого 2022 у Wayback Machine.]
- «Стежка в долонях». Про вплив історичних подій на людські долі. Громадське радіо. [Архівовано 16 лютого 2022 у Wayback Machine.]
- Кохання, історія та філософія в збірці оповідань «Стежка в долонях». [Архівовано 16 лютого 2022 у Wayback Machine.]
- Оксана Щирба у програмі «Літопис». [Архівовано 16 лютого 2022 у Wayback Machine.]
- Оксана Щирба на «Прямому». [Архівовано 16 лютого 2022 у Wayback Machine.]
- Книжковий базар О. Щирба на Ера Fm. [Архівовано 16 лютого 2022 у Wayback Machine.]